# Amblyopie
Als Amblyopie (von griechisch ἀμβλύς, ‚stumpf‘, und ὅψις, ‚Auge‘, ‚Gesicht‘, ‚Sehen‘) oder Schwachsichtigkeit (veraltet auch Blödsichtigkeit) wird die funktionale Sehschwäche eines oder seltener beider Augen bezeichnet, die auf einer unzureichenden Entwicklung des Sehsystems während der frühen Kindheit beruht. Das Ergebnis ist  eine Beeinträchtigung der visuellen Wahrnehmung mit einer Verminderung der Sehschärfe, die nicht durch organische Fehler des Auges erklärt werden kann und die auch bei optimaler optischer Korrektur mit Brille oder Kontaktlinsen fortbesteht.

## Symptome
Leitsymptom ist eine ein- oder beidseitige Verminderung der Sehschärfe, die in ihrem Ausmaß den Grad einer Blindheit erreichen kann. Neben der zentralen Sehschärfenverschlechterung treten häufig sogenannte Kontureninteraktionen (Trennschwierigkeiten oder Crowding) auf, die zu erheblichen Problemen beim Lesen von Text und Erkennen von Reihensehzeichen führen können. Weiterhin kann es zu Störungen des beidäugigen Sehens, insbesondere des räumlichen Sehens, kommen.

## Häufigkeit und soziale Bedeutung
Unter Berücksichtigung geographischer Unterschiede wird in Mitteleuropa eine Amblyopiehäufigkeit von 5 bis 6 % der Bevölkerung angenommen. Bestimmte Quellen stellen die Amblyopie als Hauptursache für visuelle Funktionseinschränkungen während der ersten 45 Lebensjahre dar. Die Amblyopie nur eines Auges wird häufig gar nicht wahrgenommen und stört subjektiv nur wenig, während eine Schwachsichtigkeit beider Augen eher als behandlungsbedürftige Behinderung empfunden wird. Eine unbehandelte Amblyopie jedoch, zum Beispiel als Ergebnis eines nicht diagnostizierten Mikrostrabismus, kann eine Sehschärfe von unter zwei Prozent (Visus von 0,02 oder 1/50) auf dem betroffenen Auge zur Folge haben, was mit einer einseitigen Blindheit gleichgesetzt werden muss.
Zudem muss man hier ergänzend die Diagnose oculus ultimus („letztes Auge“) erheben. Diese Situation stellt im täglichen Leben ein nicht unerhebliches Risiko dar und hat fatale Auswirkungen, sollte dem gesunden Auge durch Unfall oder Krankheit etwas zustoßen. Wissenschaftliche Untersuchungen haben ergeben, dass der Verlust des besseren Auges bei erwachsenen Amblyopien mit etwa 1,75 % fast den dreifachen Wert der allgemeinen Erblindungfrequenz ausmacht. Ursache hierfür sind vor allem Unfälle, denen andere Erkrankungen im Verhältnis 14:9 folgen.

### Risikofaktoren
Als Risikofaktoren gelten:
- Schielen
- Anisometropie
- höhergradige Ametropie
- familiäre Disposition
- Anomalien des Augenlids
- Trübungen der brechenden Medien (Hornhauttrübung, Grauer Star)
- Frühgeburt
- perinatale Komplikationen

## Ursachen und Einteilung
Amblyopien entstehen häufig während der frühkindlichen Entwicklungsphasen, insbesondere in der sensitiven Sehentwicklungsphase der ersten 3–4 Lebensmonate. Je früher eine Amblyopie auftritt, desto massiver werden sich die Defizite entwickeln. Ursache ist immer eine qualitativ mangelhafte oder gar fehlende Stimulanz der Sinneszellen, die für eine normale Sehschärfenentwicklung notwendig ist. Die Amblyopien entstehen bei zunächst normalem Nervensystem/Gehirn. Sekundär kommt es jedoch bei anhaltender Sehschwäche zu organischen Veränderungen im seitlichen Kniehöcker (Corpus geniculatum laterale) des Hirns und zu nachweisbaren Veränderungen der Hirnrinde, vermutlich auch der Netzhaut und des Sehnervs. Bei Säuglingen bilden sich altersabhängig diese Zellveränderungen und krankhaften Erregungsverarbeitungen sehr schnell innerhalb von wenigen Wochen bis Monaten aus.
Manche Formen von Amblyopie können auch erst später im Kindesalter auftreten (Spät-Amblyopie). Erst im Erwachsenenalter tendiert das Risiko einer Amblyopie gegen Null.
Toxisch, bspw. durch Maniok, Alkohol oder Tabak bedingte Visusminderungen sind keine Amblyopien im eigentlichen Sinne, da ihnen eine Optikusatrophie zugrunde liegt.
Folgende Gruppen lassen sich nach ihrer Ätiologie hin unterteilen.

### Stimulus-Deprivations-Amblyopie
Hierbei liegt die Ursache der Amblyopie in einem verminderten oder gänzlich fehlenden foveolaren Reiz, oft verursacht durch angeborene organische Störungen. Dazu zählen zum Beispiel alle Arten von Trübungen der brechenden Medien (Hornhaut, Linse, Glaskörper), aber auch der Verschluss des Auges durch eine angeborene Ptosis oder ein Hämangiom. Durch die daraus resultierende mangelnde Stimulanz kommt es zu einem Verlust der Erregbarkeit entsprechender Zellen in der Sehrinde. Selbst während des Schulalters können noch Spät-Amblyopien durch erworbene Ursachen oder Verletzungen ausgelöst werden.
Ein intensiver und unkontrollierter Verschluss eines Auges mittels Pflaster kann zu einer massiven Amblyopie führen. Falsch durchgeführte Okklusionstherapien, die eigentlich eine Amblyopie behandeln sollen, können demnach zu einer Visusverschlechterung des okkludierten Auges führen und zählen in diesem Sinne ebenfalls zu den Deprivations-Amblyopien.
Bei einseitigen oder seitenungleichen organischen Defekten im Kindesalter entstehen Überlagerungen der Sehschärfenminderung durch funktionelle Aspekte, deren Ausmaß sich nicht immer offenkundig erschließt. In solchen Fällen spricht man von relativer Amblyopie.
Stimulus-Deprivations-Amblyopien können einseitig oder beidseitig auftreten. Ein anderer Begriff für diese Form der Amblyopie ist Amblyopia ex anopsia.

### Suppressions-Amblyopie
Eine reine Suppressions-Amblyopie entsteht durch einen funktionellen Gesichtsfeldausfall, das so genannte Suppressions-Skotom, und kommt bei einseitigen Schielerkrankungen vor. Aus diesem Grund spricht man hier auch von der Schiel-Amblyopie. Sie macht etwa die Hälfte aller Amblyopiefälle aus. Die Unterdrückung eines Seheindrucks des schielenden Auges verhindert zwar die Wahrnehmung störender Doppelbilder, gleichzeitig jedoch auch eine notwendige Stimulanz der Sinneszellen. Das Auge wird nicht benutzt. Suppressions-Amblyopien können auch noch im Schulalter auftreten, beispielsweise im Zuge eines so genannten normosensorischen Spätschielens. Häufig geht diese Form der Amblyopie mit einer so genannten exzentrischen Fixation einher, bei der nicht mehr die Netzhautstelle des schärfsten Sehens, die Fovea centralis, zum Fixieren herangezogen wird, sondern ein daneben gelegener Ort. Damit verbunden ist ein Übergang der mit der Fovea üblicherweise assoziierten Hauptsehrichtung des Auges auf die Stelle der exzentrischen Fixation.

### Refraktions-Amblyopie
Eine Refraktions-Amblyopie, ihrer Ursache entsprechend auch Amblyopia ex anisometropia oder Amblyopia ex ametropia genannt, ist entweder das Ergebnis sehr unterschiedlicher Brechungsverhältnisse des rechten und linken Auges (Anisometropie) oder einer hochgradigen beidseitigen Fehlsichtigkeit (Ametropie). Im ersten Fall liegt eine unterschiedliche Reizsituation zwischen beiden Augen vor, die in der Regel das höher fehlsichtige Auge benachteiligt. Im zweiten Fall hängt der Grad der Minderentwicklung von Art und Ausmaß der Brechungsfehler und der damit erzielbaren Qualität der Stimulanz ab. Kinder mit beidseitiger Kurzsichtigkeit (Myopie) weisen deshalb im Allgemeinen keine Amblyopie auf, da die Bildqualität in der Nähe adäquat ist. Bei Weitsichtigkeiten (Hyperopie) kommt es trotz der Kompensationsmöglichkeit durch Akkommodation ab einem bestimmten Ausmaß der Fehlsichtigkeit offenbar eher zu einer beidseitigen Amblyopie. Die Wahrscheinlichkeit einer Amblyopia ex ametropia ist beim Vorliegen eines höhergradigen Astigmatismus noch am höchsten, da hier in keiner Distanz eine akzeptable Abbildungsqualität und somit Stimulanz der Sinneszellen erfolgen kann. Durch ein vermindertes beidäugiges Sehen kann auch ein Schielen auftreten.

### Mischformen
Trotz der oben getroffenen Einteilung der Amblyopie nach ihrer Ursache überwiegen in der Praxis die Mischformen, insbesondere die der Schiel-Amblyopie und Refraktions-Amblyopie.

## Untersuchung und Differentialdiagnose
Amblyopien stellt man üblicherweise bei der Durchführung von Sehtests beziehungsweise der Prüfung der Sehschärfe fest, deren schlechte Resultate auch durch ausführliche augenärztliche Untersuchungen nicht hinreichend erklärbar sind. Bei der Beurteilung von Kleinkindern gibt es zudem weitere Anzeichen, die auf eine mögliche Amblyopie hinweisen, zum Beispiel heftige Abwehrbewegungen beim Zuhalten des gesunden Auges oder eine exzentrische Fixation. Je früher eine Amblyopie erkannt wird, desto besser ist die Prognose für eine erfolgreiche Behandlung. Prinzipiell ist sie abzugrenzen von Sehschwächen anderer Ursache, die gleichfalls ohne erkennbare organische Probleme des Auges auftreten können. Dazu zählen unter anderem z. B. psychogene Störungen wie die dissoziativen Empfindungsstörungen, die Nachtblindheit und die Neuritis nervi optici.
Unerlässlich für einen effektiven Behandlungsansatz ist die klare Abklärung der Ursachen, was insbesondere bei Mischformen nicht selten auf Schwierigkeiten stößt. So ist es beispielsweise auf den ersten Blick kaum zu erkennen, ob eine Linsentrübung (Katarakt) der Grund für die Visusverschlechterung ist oder eine sich dahinter verbergende Amblyopie. Spezielle Untersuchungsmethoden, zum Beispiel die Laser-Retinometrie (Interferenzvisus), gestatten deshalb entsprechende prognostische Aussagen über das zu erwartende Ergebnis eines ggf. operativen Eingriffs. Eine andere Möglichkeit, organisch bedingte Sehminderungen von funktionellen zu unterscheiden ist der so genannte Ammannsche Grauglastest.
Man unterteilt Amblyopien in leichte (Sehschärfe 0,4–0,8), mittelgradige (Sehschärfe 0,1–0,3) und hochgradige (Sehschärfe unter 0,1). Die Diagnose soll sich dabei auf mehrfache Untersuchungen stützen, die die physiologische Entwicklung der Sehschärfe für Einzel- und Reihenoptotypen berücksichtigt.

## Behandlung
Das primäre Behandlungsziel liegt im Erreichen beziehungsweise in der Wiederherstellung einer normalen oder wenigstens verbesserten Sehschärfe mit zentraler Fixation und der damit verbundenen Reduzierung der Risiken, die durch eine „praktische Einäugigkeit“ entstehen. Zwar geht man davon aus, dass eine einmal bestandene Sehschärfe mit Einschränkungen reproduzierbar ist, grundsätzlich sind jedoch funktionelle Sehschwächen, die während des ersten Lebensjahres entstehen und nicht sofort entdeckt und behandelt werden, mit Erreichen der Pubertät in der Regel nicht mehr heilbar. Daher empfiehlt sich, insbesondere bei familiärer Disposition, eine routinemäßige Vorsorgeuntersuchung bei einem entsprechend spezialisierten Augenarzt. Amblyopiebehandlungen dienen grundsätzlich nicht der Beseitigung von Schielerkrankungen.
Der erste Schritt einer Amblyopie-Behandlung liegt im Fall einer Deprivations- und Refraktions-Amblyopie in der Beseitigung beziehungsweise Korrektur der ursächlichen Faktoren mit dem Ziel, eine adäquate Stimulanz der Sinneszellen zu ermöglichen. Dies bedeutet die ggf. operative Therapie der organischen Störungen und/oder die Korrektur der vorhandenen Brechungsfehler mittels Brille oder Kontaktlinsen.
Aus den genannten Gründen weisen Amblyopien auch nach Beseitigung organischer Störungen oder Versorgung mit einer optimalen Brillenkorrektur nur eine bedingte Verbesserung der Sehschärfe auf. Der nächste Schritt besteht deshalb in unterstützenden Maßnahmen, mit denen das betroffene Auge gezielt zur Benutzung angeregt oder gar gezwungen wird. Dies ist gerade bei Schiel-Amblyopien notwendig, da dieses Auge in der Regel nicht benutzt wird. Zur symptomatischen Behandlung von Amblyopien haben sich dabei verschiedene Methoden, z. B. Okklusions- oder Pflasterbehandlung, Penalisation (spezielle Behandlung unter Einsatz von bestimmten Augentropfen und Brillengläsern) oder in manchen Fällen pleoptische Übungsbehandlungen bewährt. Art und Umfang dieser Behandlungen sind abhängig von vielen verschiedenen Faktoren und genauen Untersuchungen. Eine erfolgversprechende Therapie dauert jedoch nicht selten bis zum 13. oder 14. Lebensjahr und sollte zur Vermeidung von möglichen Rezidiven nicht zu früh beendet werden. Auch bei Spät-Amblyopien im Schulalter und bei relativen Amblyopien ist der Versuch einer entsprechenden Therapie unbedingt angeraten.
- Rezidivrate bei drei unterschiedlichen Behandlungsgruppen in Abhängigkeit vom Zeitraum ohne Behandlungsmaßnahmen; Visusabfall um 2 Optotypenstufen oder mehr[5]

| ohne Therapie bis | Gesamtzahl = 100 % | Visus unverändert | Visusabfall |
| ----------------- | ------------------ | ----------------- | ----------- |
| 5 Monate          | 43                 | 32                | 11 (25,6 %) |
| 6–11 Monate       | 25                 | 17                | 8 (32,0 %)  |
| 12–30 Monate      | 33                 | 24                | 9 (27,0 %)  |

- Rezidivrate bei drei unterschiedlichen Behandlungsgruppen in Abhängigkeit vom Lebensalter bei Behandlungsbeginn; Visusabfall um 2 Optotypenstufen oder mehr[5]

| Alter bei Therapiebeginn | Gesamtzahl = 100 % | Visus gleich oder besser | Visusabfall |
| ------------------------ | ------------------ | ------------------------ | ----------- |
| 4. Lj.                   | 56                 | 43                       | 13 (23,2 %) |
| 5. Lj.                   | 16                 | 11                       | 5 (31,3 %)  |
| 6.–10. Lj.               | 62                 | 37                       | 25 (40,3 %) |

Ebenso wie „reine“ Amblyopien sollten auch die „relativen“ Amblyopien eine entsprechende therapeutische Intervention erfahren, auch wenn das Ausmaß der funktionellen Aspekte einer visuellen Leistungsminderung nicht offenkundig ist. Selbst eine anteilige Verbesserung der Sehschärfe, keine Heilung, kann für den Patienten von entscheidender Bedeutung sein.

## Vorsorge und Früherkennung
Als beste Vorsorge gegen eine Amblyopie empfiehlt der Berufsverband der Augenärzte Deutschlands (BVA) eine frühzeitige Untersuchung bei einem Augenarzt. Bereits im Säuglingsalter ist eine Beurteilung in der Regel möglich.
Insbesondere bei familiärer Vorbelastung durch entsprechende Erkrankungen wird eine Abklärung innerhalb der ersten Lebenswoche angeraten, bei allen anderen Kindern zwischen der 4. und 8. Lebenswoche zum Ausschluss von angeborenen Anomalien. Bei Vorliegen von entsprechenden Risikofaktoren empfiehlt sich eine Untersuchung zum Ausschluss von strabismus- und refraktionsbedingten Amblyopien mit 6–12 Monaten. Prinzipiell sollte bei allen Kindern zwischen 30 und 42 Monaten eine augenärztliche Untersuchung zum Ausschluss eines Schielens oder einer Amblyopie durchgeführt werden.
Ziel ist es dabei, eine bestmögliche Prophylaxe beziehungsweise Therapie der Amblyopie zu gewährleisten, das Binokularsehen zu verbessern und das Erblindungsrisiko durch einen späteren Verlust des nicht amblyopen Auges zu minimieren. Außerdem ist man bestrebt, noch möglichst vor der Einschulung eine deutliche Befundverbesserung zu erreichen, da die Akzeptanz und Compliance hinsichtlich einer intensiven Ampblyopiebehandlung nach diesem Zeitpunkt deutlich nachlässt und notwendige Maßnahmen zunehmend schwieriger durchzuführen sind.
Dem Strabologen Curt Cüppers gebührt das große Verdienst, auf die enorme Bedeutung der Amblyopie als Folge von Schielerkrankungen und anderen Ursachen hingewiesen und letztlich ab den 1960er Jahren deren Vorsorge- und Behandlungskostenübernahme durch die Versicherer durchgesetzt zu haben.

## Behandlung bei Erwachsenen
Die Frage nach der Behandlung einer Amblyopie jenseits des 12. Lebensjahres wird teils kontrovers betrachtet. Prinzipiell geht man davon aus, dass mit zunehmendem Alter die Möglichkeit einer Befundverbesserung gegen Null tendiert. Es sind zwar seltene Fälle bekannt, bei denen nach einer Therapie auch im Erwachsenenalter eine Besserung der Sehschärfe auf dem amblyopen Auge eingetreten ist, insbesondere bei einem vorausgegangenen Verlust des besseren Auges. Bei anderen Patienten wiederum hat der Verlust des guten Auges und ausgiebige Schulungsbehandlungen über lange Zeiträume hinweg zu keinerlei Visusanstieg des amblyopen Auges geführt. Motivation auf der einen und die bestehende Art der Fixation auf der anderen Seite können eine Rolle spielen. Die Risiken möglicher persistierender Doppelbilder und die absehbaren privaten und beruflichen Belastungen bei sehr geringer Aussicht auf Besserung macht jedoch eine Therapieempfehlung immer zu einer ganz individuell zu betrachtenden Angelegenheit.